# Vespasiano Anfiareo
Vespasiano Anfiareo o Amphiareo (Ferrara, 1490 – Venezia, 1564) è stato un letterato italiano.
Frate minore, nel 1518 prese ad insegnare calligrafia a Venezia e fu inventore della bastarda, particolare tipo di minuscola corsiva. Sue sono le opere Un nuovo modo di insegnare a scrivere (1548), Opera nella quale si insegna a scrivere (1554) e Metodo et esemplare per lo scrivere maiuscolo (postumo, 1589).